# بطولة أمريكا الجنوبية لكرة الطائرة للرجال 1999
أقيمت بطولة أمريكا الجنوبية للكرة الطائرة للرجال سنة 1999 في نسختها الثالثة والعشرين في قرطبة في الأرجنتين.

## تفاصيل الدوري
- الخميس 1999-09-07

| الأرجنتين | 3–0 | الأوروغواي | (25-19 25-9 25-14)        |
| البرازيل  | 3–1 | فنزويلا    | (27-25 20-25 25-12 27-25) |

- الجمعة 1999-09-08

| البرازيل  | 3–0 | الأوروغواي | (25-11 25-12 25-6)             |
| الأرجنتين | 3–2 | فنزويلا    | (20-25 25-19 27-25 21-25 15-8) |

- السبت 1999-09-09

| فنزويلا   | 3–0 | الأوروغواي | (25-18 25-16 25-22) |
| الأرجنتين | 0–3 | البرازيل   | (18-25 22-25 27-29) |

### الترتيب الدوري
|    | المنتخب    | نقاط | لعب | فاز | خسر | له نقاط | عليه نقاط | المعدل | له أشواط | عليه أشواط | المعدل |
| -- | ---------- | ---- | --- | --- | --- | ------- | --------- | ------ | -------- | ---------- | ------ |
| 1. | البرازيل   | 6    | 3   | 3   | 0   | 253     | 183       | 1.383  | 9        | 1          | 9.000  |
| 2. | الأرجنتين  | 5    | 3   | 2   | 1   | 250     | 223       | 1.121  | 6        | 5          | 1.200  |
| 3. | فنزويلا    | 4    | 3   | 1   | 2   | 264     | 263       | 1.004  | 6        | 6          | 1.000  |
| 4. | الأوروغواي | 3    | 3   | 0   | 3   | 127     | 225       | 0.564  | 0        | 9          | 0.000  |

## النهائي
- الأحد 1999-09-11

| فنزويلا  | 3–0 | الأوروغواي | (25-18 25-21 25-17)       |
| البرازيل | 3–1 | الأرجنتين  | (25-16 25-17 22-25 25-17) |

## الترتيب النهائي
| 1. البرازيل · 2. الأرجنتين · 3. فنزويلا · 4. الأوروغواي · | \| بطولة أمريكا الجنوبية لكرة الطائرة للرجال 1999 \| \| ---------------------------------------------- \| \| · البرازيل · للمرة الثانية والعشرين \| |
| بطولة أمريكا الجنوبية لكرة الطائرة للرجال 1999            | |
| · البرازيل · للمرة الثانية والعشرين                       | |